# Magdalena Stysiak
Magdalena Stysiak (Wieluń, Polonia, 3 de diciembre de 2000) es una jugadora de Voleibol profesional polaca. Forma parte del equipo nacional de voleibol femenino de Polonia.
Participó en el  Campeonato Europeo de Voleibol Femenino de 2019, Liga de Naciones de Voleibol Femenino FIVB 2019, Campeonato Mundial Femenino de Voleibol FIVB 2022 y Liga de Naciones de Voleibol Femenino de 2023 donde fue la mayor anotadora del torneo. A nivel de clubes, jugó para  Fenerbahçe Opet  en 2023.
En el Torneo de Clasificación Olímpica de 2023 fue nuevamente la máxima anotadora del torneo, tras totalizar 156 puntos (133 de ataque, 21 de bloqueo, dos de saque) en siete partidos.

## Clubs
- SMS PZPS Szczyrk/Gedania Gdańsk (2014–2015)
- Chemik Police (2015–2017)
- PSPS SMS Police (2017–2018)
- Grot Budowlani Łódź (2018–2019)
- Savino del Bene Scandicci (2019–2021)
- Vero Volley Milano (2021–2023)
- Fenerbahçe Opet (2023–)

## Premios individuales
- 2018: Mejor atacante del Campeonato de Europa Junior[5]
- 2020: Mejor Receptor del Torneo de Clasificación Europeo para los Juegos Olímpicos de Verano de 2020
- 2023: Mayor Anotadora de la Liga de Naciones de Voleibol Femenino de 2023